# سانفورد كريستي بارنوم
سانفورد كريستي بارنوم (بالإنجليزية: Sanford Christie Barnum)‏، ولد في التاسع من أغسطس سنه 1819 في مدينة شارلتون بولاية ماساتشوستس بأمريكا. هو طبيب أسنان ويعتبر أول من استخدم الحاجز المطاطي.